# Галіна Ірина Вікторівна
Галіна Ірина Вікторівна (нар. 11 червня 1934, Харків) — лікар-психоневролог, доктор медичних наук (1985), професор (1987), експерт Дитячого фонду ООН (1999-2001 рр.), керівниця правління Інституту реабілітації осіб з відхиленнями у психофізичному розвитку імені Януша Корчака (м. Одеса), головна спеціалістка Одеського міського центру реабілітації дітей-інвалідів.

## Біографія
Народилася в Харкові в родині лікарів.
Батько був відомим в Харкові акушером-гінекологом, завідувачем кафедри в Харківському стоматологічному інституті. Мати була лікарем-невропатологом.

## Освіта
Спочатку вступила до Харківського університету на хімічний факультет. Провчилася три курси, але вирішила присвятити своє життя медицині.
Медичну освіту здобула в Калінінському (нині — м. Твер, Російська Федерація) медичному інституті (1960);

## Професійна діяльність
Працювала в Першому Московському медичному інституті (1960—1963), в Одеському науково-дослідному психоневрологічному інституті (1964—1965), в Українському НДІ медичної реабілітації та курортології (м. Одеса), зокрема (від 1985 р.) на посадах завідувача відділення захворювань нервової системи дітей та підлітків, головного наукового співпрацівника клінічного відділу.
У складі невеликою групи ентузіастів розробила ефективну методику стимуляції розвитку мови у дітей-інвалідів та створила спеціальний апарат для її проведення. Науковий винахід має назву «методика Галіної».
У 1985 році захистила докторську дисертацію «Грязелікування хворих на дитячий церебральний параліч у світлі сучасних уявлень про провідні ланки патогенезу цього захворювання»;
У 1987 році отримала звання — професор.
9 червня 1989 року Фондом соціальної допомоги імені доктора Ф. П. Гааза був заснован Інститут медичної реабілітації дітей з ураженням центральної нервової системи імені Януша Корчака, першим керівником якого була призначена Ірина Вікторівна Галіна. При ньому з часом відкрито перший в Україні реабілітаційний центр для комплексної реабілітації дітей та підлітків з особливо тяжкими формами інвалідності й розумової відсталості.
26 листопада 2005 року заклад змінив назву на Інститут реабілітації осіб з відхиленнями у психофізичному розвитку імені Януша Корчака. Керівним органом Інституту стало правління, головою якого від початку заснування є І.В. Галіна.
За своє керівництво професору Галіній вдалося успішно поєднати передову медичну та педагогічну науку з практикою, створити працездатний творчий колектив для комплексної, систематичної, довготривалої допомоги дітям і дорослим з порушеннями психофізичного розвитку.

## Наукова діяльність
Авторка близько 100 наукових публікацій, зокрема 7 монографій. Серед них:
• Алкоголь разрушает мозг. Москва, 1968;
• Лечение и реабилитация детей с церебральными параличами на бальнеогрязевом курорте. К., 1977 (співавт.);
• Детские здравницы Украинской ССР. К., 1978 (співавт.);
• Алкоголь и дети. Москва, 1985;
• Социально-профессиональная реабилитация лиц с умственной отсталостью. Основы обучающей программы. О., 2000;
• Рання реабілітація дітей з перинатальними ураженнями центральної нервової системи. О., 2004.
Серед основних напрямків наукової діяльності професора Галіної: дослідження етіології, патогенезу та опрацювання лікування дітей, хворих на церебральний параліч, розробка реабілітації дітей з перинатальними ураженнями центральної нервової системи.

## Нагороди та почесні звання
Ірина Вікторівна має низку відзнак: Орден «За заслуги» III ступеня, Орден «Трудової Слави», відзнака Президента України ювілейна медаль «25 років незалежності України», Почесна грамота міністра охорони здоров'я України, Почесна грамота виконкому Одеської міськради, Почесний знак міського голови міста Одеси.